# Bernhard Heiermann
Bernhard Heiermann (auch Bernhard Heyermann; * 24. Mai 1907 in Düsseldorf; † 31. Januar 1957 in Wuppertal) war ein deutscher evangelischer Pfarrer und Mitglied der Bekennenden Kirche.

## Leben
Bernhard Heiermann wurde am 24. Mai 1907 als Sohn eines Schreiners geboren. In seiner Jugend war er Mitglied des Christlichen Vereins junger Männer und später wendete er sich dem jugendbewegt geprägten Schüler-Bibelkreis (BK) zu. Im Jahr 1926 legte er sein Abitur ab.
An der Theologischen Schule Bethel lernte Heiermann die für ein Theologiestudium benötigten alten Sprachen, um ab 1928 Theologie in Tübingen, Marburg und Bonn zu studieren. Während dieser Zeit engagierte er sich in der jugendbewegt-reformierten Hochschulgilde Ernst Wurche. Sein 1. Theologisches Examen bestand er 1931. Ab Mai 1931 betreute er den Bezirk Hombüchel (Elberfeld) der Evangelisch-lutherischen Gemeinde. Sein 2. Examen legte er im Oktober 1933 in Koblenz ab. Im Januar 1934 nahm er an der „Freien reformierte Synode“ teil. Ab Februar 1934 wirkte er als Hilfsprediger in Hilden. Zusammen mit seinem Gildenbruder und späteren Schwager Heinrich Link gründete er im März 1934 die der Bekennenden Kirche angehörenden Bruderschaft junger Theologen im Rheinland, deren erster Leiter er wurde. Von seinen Brüdern wurden er aufgrund dessen „Urapostel“ genannt. Die Leitung der Bruderschaft hatte er von 1934 bis 1935 inne. Seine spätere Frau Lydia Link übernahm unentgeltlich das Sekretariat der Bruderschaft bis hinein in die Illegalität.

„Schon im Februar 1934 wurde er beim Konsistorium denunziert, weil er im Gottesdienst am 18. Februar 1934 für die drei gemaßregelten rheinischen Pfarrer Heinrich Held, Friedrich Graeber und Joachim Beckmann gebetet hatte. Entgegen dem Willen von 488 Gemeindegliedern, die sich für Heiermann einsetzten, wurde er bereits am 12. April 1934 von OKoR Walter Siebert als Hilfsprediger entlassen. Doch Heiermann ließ sich nicht verunsichern und predigte weiter in Hilden.“

Heiermann konnte vorerst weiterhin in Hilden predigten, doch im Juli 1934 wurde gegen ihn ein Disziplinarverfahren eingeleitet. Der Bruderrat der Bekennenden Kirche erwiderte im Juli 1934 mit einem Solidarbeschluss. Das Verfahren wurde im Juli 1935 eingestellt. Von Juni 1934 bis Oktober 1935 wurde er seitens der Bekennenden Kirche in Barmen-Gemarke als Hilfsprediger eingesetzt. Heiermann wurde 1935 Pfarrer an der Reinoldikirche in Dortmund. Im gleichen Jahr heiratete er seine Frau Lydia Link. Als Vorsitzender der MBK-Arbeit für Westfalen gehört er der Jugendkammer der westfälischen Provinzialkirche an. 1938 verweigerte er den Treueid auf den Führer. 1939 wurde er zum Wehrdienst eingezogen, aber schon nach wenigen Tagen wieder entlassen.
Nach Kriegsende folgte ein Pfarramt in Lennep von 1946 bis 1955. Neben seiner Gemeindetätigkeit widmete er seine Zeit trotz schlechten Gesundheitszustandes der aus der Bekennenden Kirche entstandenen Bruderschaft und der kirchlichen Männerarbeit. In der Gemeinde wirkte die Spaltung aus der Zeit des Kirchenkampfes nach. Von Dezember 1946 bis zu seinem Ausscheiden im September 1955 spiegelt sich dies in Protesten, Streitigkeiten und polarisierenden Wahlergebnissen wider. Mit seinem Abgang scheiterte vorerst der Versuch, eine volkskirchliche Gemeinde mit der vormaligen Bekenntnisgemeinde zu vereinen und beide in die Gemeindekirche zu integrieren. Seine letzte Pfarrstelle nahm er an der Reformierten Gemeinde Elberfeld an. Hier verstarb er am 31. Januar 1957.

## Links
- Blog des Archivs der Evangelischen Kirche im Rheinland | Trotz Notzeiten und Papierknappheit: An die Einführung von Pfarrer Heiermann in Lennep am 3. Advent 1946 erinnert eine gedruckte Predigt